# Record d'Europe de natation messieurs du 800 mètres nage libre
Progression du record d'Europe de natation sportive messieurs pour l'épreuve du 800 mètres nage libre en bassin de 50 et 25 mètres.

## Bassin de 50 mètres
| Temps         | Athlète              | Naissance | Âge | Nationalité      | Compétition               | Lieu        | Date             |
| ------------- | -------------------- | --------- | --- | ---------------- | ------------------------- | ----------- | ---------------- |
| 8 min 15 s 54 | Zoltan Wladar        | 1960      | 16  | Hongrie          |                           | Graz        | 6 juin 1976      |
| 8 min 13 s 35 | Vladimir Salnikov    | 1960      | 16  | Union soviétique | Jeux olympiques (tp) (f)  | Montréal    | 20 juillet 1976  |
| 8 min 11 s 62 | Valentin Parinov     | 1959      | 18  | Union soviétique |                           | Moscou      | 6 juillet 1977   |
| 8 min 07 s 61 | Vladimir Salnikov    | 1960      | 17  | Union soviétique | Championnats d'Europe     | Jönköping   | 20 août 1977     |
| 8 min 06 s 40 | Vladimir Salnikov    | 1960      | 17  | Union soviétique |                           | Leningrad   | 4 septembre 1977 |
| 7 min 56 s 49 | Vladimir Salnikov    | 1960      | 19  | Union soviétique |                           | Minsk       | 23 mars 1979     |
| 7 min 52 s 83 | Vladimir Salnikov    | 1960      | 22  | Union soviétique |                           | Moscou      | 14 février 1982  |
| 7 min 52 s 33 | Vladimir Salnikov    | 1960      | 23  | Union soviétique |                           | Los Angeles | 14 juillet 1983  |
| 7 min 50 s 64 | Vladimir Salnikov    | 1960      | 26  | Union soviétique |                           | Moscou      | 4 juillet 1986   |
| 7 min 49 s 72 | Yuri Prilukov        | 1984      | 19  | Russie           |                           | Moscou      | 6 juillet 2003   |
| 7 min 46 s 64 | Yuri Prilukov        | 1984      | 21  | Russie           | Championnats du monde (f) | Montréal    | 27 juillet 2005  |
| 7 min 44 s 29 | Federico Colbertaldo | 1988      | 21  | Italie           | Championnats du monde (s) | Rome        | 28 juillet 2009  |
| 7 min 43 s 84 | Federico Colbertaldo | 1988      | 21  | Italie           | Championnats du monde (f) | Rome        | 29 juillet 2009  |
| 7 min 42 s 74 | Gabriele Detti       | 1994      | 19  | Italie           | Championnats d'Italie (f) | Riccione    | 8 avril 2014     |
| 7 min 40 s 81 | Gregorio Paltrinieri | 1994      | 20  | Italie           | Championnats du monde (f) | Kazan       | 5 août 2015      |
| 7 min 40 s 77 | Gabriele Detti       | 1994      | 22  | Italie           | Championnats du monde (f) | Budapest    | 26 juillet 2017  |
| 7 min 39 s 27 | Gregorio Paltrinieri | 1994      | 24  | Italie           | Championnats du monde (f) | Gwangju     | 24 juillet 2019  |
| 7 min 39 s 19 | Daniel Wiffen        | 2001      | 22  | Irlande          | Championnats du monde (f) | Fukuoka     | 26 juillet 2023  |
| 7 min 38 s 19 | Daniel Wiffen        | 2001      |     | Irlande          | Jeux Olympiques           | Paris       | 30 juillet 2024  |

## Bassin de 25 mètres
| Temps                             | Athlète              | Naissance | Âge | Nationalité          | Compétition                        | Lieu       | Date             |
| --------------------------------- | -------------------- | --------- | --- | -------------------- | ---------------------------------- | ---------- | ---------------- |
| 7 min 38 s 75                     | Michael Gross        | 1964      | 21  | Allemagne de l'Ouest |                                    | Bonn       | 8 février 1985   |
| 7 min 36 s 24                     | Jörg Hoffmann        | 1970      | 27  | Allemagne            | Coupe du monde                     | Malmö      | 26 janvier 1997  |
| 7 min 35 s 23                     | Paul Biedermann      | 1986      | 22  | Allemagne            | Championnats d'Allemagne           | Essen      | 27 novembre 2008 |
| 7 min 31 s 18                     | Federico Colbertaldo | 1988      | 22  | Italie               | Duel in the pool                   | Manchester | 19 décembre 2009 |
| 7 min 29 s 17                     | Yannick Agnel        | 1992      | 22  | France               | Championnat de France petit bassin | Angers     | 16 novembre 2012 |
| 7 min 25 s 73 (temps non ratifié) | Mykhailo Romanchuk   | 1996      | 24  | Ukraine              | International Swimming League      | Budapest   | 11 novembre 2020 |
| 7 min 27 s 94                     | Gregorio Paltrinieri | 1994      | 27  | Italie               | Championnats d'Europe (f)          | Kazan      | 7 novembre 2021  |
| 7 min 25 s 96                     | Daniel Wiffen        | 2001      | 21  | Irlande              | Championnats d'Irlande (f)         | Dublin     | 15 décembre 2022 |